# Western (Nebraska)
Western je selo u američkoj saveznoj državi Nebraska. Prema popisu stanovništva iz 2010. u njemu je živjelo 235 stanovnika.